# سد قرلرطرسوق
سد قرلرطرسوق (به لاتین: Qorlortorsuaq Dam) یک سد در گرینلند است.